# Tuffi ai I Giochi europei - Piattaforma 10 metri femminile
Il concorso dei tuffi dalla piattaforma 10 metri femminile dei Giochi europei di Baku 2015 si è disputato il 18 giugno 2015 al Bakú Aquatics Center.

## Risultati
Il turno preliminare si è svolto alle 13:20 e la finale alle 18:30. (UTM +4)
| Pos.    | Tuffatrice        | Nazione       | Preliminare | Preliminare | Finale | Finale |
| Pos.    | Tuffatrice        | Nazione       | Punti       | Class.      | Punti  | Class. |
| ------- | ----------------- | ------------- | ----------- | ----------- | ------ | ------ |
| Oro     | Lois Toulson      | Gran Bretagna | 389.20      | 2           | 456.70 | 1      |
| Argento | Anna Chuinyshena  | Russia        | 386.80      | 3           | 429.15 | 2      |
| Bronzo  | Elena Wassen      | Germania      | 383.00      | 4           | 410.40 | 3      |
| 4       | Shanice Lobb      | Gran Bretagna | 377.40      | 5           | 397.70 | 4      |
| 5       | Yulia Timoshinina | Russia        | 409.60      | 1           | 363.40 | 5      |
| 6       | Fraenze Jahn      | Germania      | 341.05      | 7           | 356.70 | 6      |
| 7       | Vlada Tacenko     | Ucraina       | 338.85      | 9           | 343.15 | 7      |
| 8       | Anne Vilde Tuxen  | Norvegia      | 333.10      | 10          | 333.15 | 8      |
| 9       | Ellen Ek          | Svezia        | 347.50      | 6           | 330.50 | 9      |
| 10      | Saija Paavola     | Finlandia     | 340.70      | 8           | 323.25 | 10     |
| 11      | Olga Bikovskaya   | Azerbaigian   | 323.30      | 11          | 305.75 | 11     |
| 12      | Ellen Sirkka      | Finlandia     | 320.50      | 12          | 302.00 | 12     |
| 13      | Valeriia Liulko   | Ucraina       | 315.00      | 13          |        |        |
| 14      | Krystsina Sheshka | Bielorussia   | 313.95      | 14          |        |        |
| 15      | Ioanna Cirjan     | Romania       | 301.85      | 15          |        |        |
| 16      | Dominika Mirowska | Polonia       | 297.60      | 16          |        |        |
| 17      | Tamar Sitchinava  | Georgia       | 295.40      | 17          |        |        |
| 18      | Kimberley Lee     | Paesi Bassi   | 291.90      | 18          |        |        |
| 19      | Julie Synnoeve    | Norvegia      | 290.15      | 19          |        |        |
| 20      | Maissam Naji      | Francia       | 285.60      | 20          |        |        |
| 21      | Ioana Pastiu      | Romania       | 279.80      | 21          |        |        |
| 22      | Noor Lanen        | Paesi Bassi   | 276.85      | 22          |        |        |
| 23      | Anna Taciak       | Polonia       | 265.05      | 23          |        |        |
| 24      | Ines Hummel       | Francia       | 263.85      | 24          |        |        |